# Bitva u Albuery
Bitva u Albuery byla bitva španělské války za nezávislost, která se odehrála poblíž vesnice Albuera, a při níž se střetly vojska Francouzského císařství, podpořené několika jednotkami Varšavského vévodství (velitel maršál císařství Nicolas Jean-de-Dieu Soult), s britskými vojsky, které podporovaly portugalské, španělské a hrstka německých jednotek z Hannoverska (velitel sir generál William Beresford).

## Válka na poloostrově a situace před bitvou
V březnu 1808 vpadla francouzská vojska pod velením maršála Joachima Murata do Španělska, dobyla Madrid, a zajala krále Karla IV., místo něhož dosadila Napoleonova bratra Josefa, s čímž se ale odmítlo Španělsko smířit. Okamžitě vypukla takzvaná Španělská válka za nezávislost. K španělské vzpouře se přidalo zanedlouho i Portugalsko, které Francouzi dobyli již o rok dříve. Rovněž připlul britský expediční sbor, kterému velel sir Arthur Wellesley, vévoda z Welingtonu. Francouzský generál Junot zahájil ústup z Portugalska, přičemž sváděl ústupové bitvy, ale 17. srpna 1808 byl poražen u města Roliça a 21. srpna téhož roku u Vimeira. Junot uzavřel dohodu a na britských lodích byl i se svou armádou dopraven do Francie. Obě dvě strany se od tohoto okamžiku snažily získat co největší podporu mezi místním obyvatelstvem, které ale nebylo příliš nadšené z války na svém poloostrově. Na konci roku 1810 však Francouzi získali nad Anglo-španělsko-portugalskou armádou převahu, a ta se musela stáhnout na takzvanou obrannou linii „Torres Vedras“ na řece Tagus. Maršál Masséna, který velel francouzským vojskům však rovněž ustoupil, a to z toho důvodu, že kraj byl absolutně vydrancován po britských jednotkách. Na jaře 1811 zahájil vévoda Arthur Wellesley tažení, jež mělo skončit dobytím pevností Ciudad Rodrigo a Badajoz. Sám táhl s hlavními silami na Ciudad Rodrigo, zatímco na Badajoz poslal menší část sil, jimž velel sir William Beresford, zkušený velitel, který sloužil pro Velkou Británii skoro po celém světě. Badajoz, který měl Beresford se svou armádou dobýt, byl ještě v březnu v područí španělských jednotek, ty se ale vzdaly vojskům Francouzů. 4. května 1811 po rychlém postupu Beresford dorazil k pevnosti, ale u ní zjistil, že nemá prakticky žádné prostředky k obléhání. Ustoupit už ale nemohl, zvláště po zprávě ze severu, že Wellington porazil maršála Massénu u Fuentes de Oñoro. Zároveň dostal zprávu, že se blíží z Andalusie další francouzský maršál, Nicolas Soult, s pětadvacetitisícovým vojskem. Beresford rozkázal ukončit obléhaní, a zároveň vydal rozkaz, ať se nic nedělající španělská armáda, které velel Joachim Blake, přimkne k němu. Společně obě dvě armády zaujaly pozici u malé vesničky Albuera, ve které čekaly na Soultovy síly, které měly přijít po cestě ze Sevilly.

## Popis armád

### Anglická armáda
Anglickou armádu na Pyrenejském poloostrově tvořilo pravidelné, kvalitní vojsko.